# Erik Hinterding
Erik Hinterding (1961-) est un historien de l'art, conservateur de musée et professeur des universités néerlandais.
Spécialiste de Rembrandt, il est conservateur du cabinet des estampes du Rijksmuseum Amsterdam. Il est notamment le coauteur de l'important ouvrage en sept volumes sur la gravure néerlandaise et flamande appelé New Hollstein (2013).

## Biographie
Erik Hinterding étudie l'histoire de l'art à l'université d'Utrecht dans les années 1980.
Il travaille au département d'Histoire du papier de la Bibliothèque nationale des Pays-Bas à La Haye, puis dans la chalcographie de la Pinacothèque nationale de Bologne. C'est là qu'il s'intéresse et se spécialise pour les estampes et particulièrement celles de Rembrandt.
Hinterding publie et commissionne des expositions pour le Rijksmuseum Amsterdam et le Musée de la maison de Rembrandt (Amsterdam), la fondation Custodia (Paris), les écuries du Quirinal (Rome), la Klassik Stiftung Weimar (de) (Weimar), le Musée d'art d'Hämeenlinna (Finlande) et le Musée national de l'Art occidental (Tokyo),.
Il devient membre du CODART en 2012 et surtout conservateur au département des estampes du Rijksmuseum, où il supervise les estampes du début de l'époque moderne,.
En 2013, il est l'un des deux auteurs du nouveau catalogue raisonné en sept volumes des eaux-fortes de Rembrandt, publié dans le cadre de la prestigieuse série New Hollstein, qui fait référence,,.

## Œuvre

### New Hollstein
Son ouvrage principal est le New Hollstein, qui fait référence sur les estampes néerlandaises et flamandes de ou d'après Rembrandt. Co-écrit avec Jaco Rutgers, il est publié en sept volumes chez Ouderkerk aan den IJssel en 2013. Le nom complet est Rembrandt. The New Hollstein Dutch & Flemish Etchings, Engravings and Woodcuts, et les sept volumes sont les suivants :
- Volumes I-II : texte décrivant en détail les 314 estampes[n 1], leurs copies, les références des filigranes, richement illustrés pour observer les différents états ;
- Volumes III-V : estampes : toutes les estampes et chacun de leurs états, en taille réelle si possible ;
- Volumes VI-VII : copies : les copies d'après Rembrandt, en taille réelle si possible.

### Autres ouvrages
- (en) The history of Rembrandt's copperplates: with a catalogue of those that survive, Zwolle, Waanders, 1995.
- (avec G. Luijten et M. Royalton-Kisch, Rembrandt the printmaker, cat. exp. Amsterdam (Rijksmuseum) et Londres (British Museum), 2000-2001.
- (avec Akira Kofuku) Chiaroscuro. Chiaroscuro woodcuts from the Frits Lugt Collection in Paris, cat. exp. Tokyo (Musée national de l'Art occidental), 2005.
- (en) Rembrandt as an etcher: the practice of production and distribution (thèse de doctorat), Ouderkerk aan den IJssel, 2006 (3 volumes, traduit de la version néerlandaise de 2001)
- (en) Rembrandt Etchings from the Frits Lugt collection, Bussum, 2008 (2 volumes)